# فرودگاه سویی
فرودگاه سویی (به انگلیسی: Sui Airport) یک فرودگاه همگانی با کد یاتا SUL است که یک باند فرود ماسه دارد و طول باند آن ۱۵۱۶ متر است. این فرودگاه در کشور پاکستان قرار دارد و در ارتفاع ۲۳۳ متری از سطح دریا واقع شده است.